# مانول چاپوف
مانول چاپوف (بلغاری: Манол Чапов؛ زادهٔ ۲۵ ژانویهٔ ۱۹۹۶) بازیکن فوتبال است.
وی همچنین در تیم ملی فوتبال زیر ۲۱ سال بلغارستان بازی کرده است.